# Trasmissione ottica straordinaria

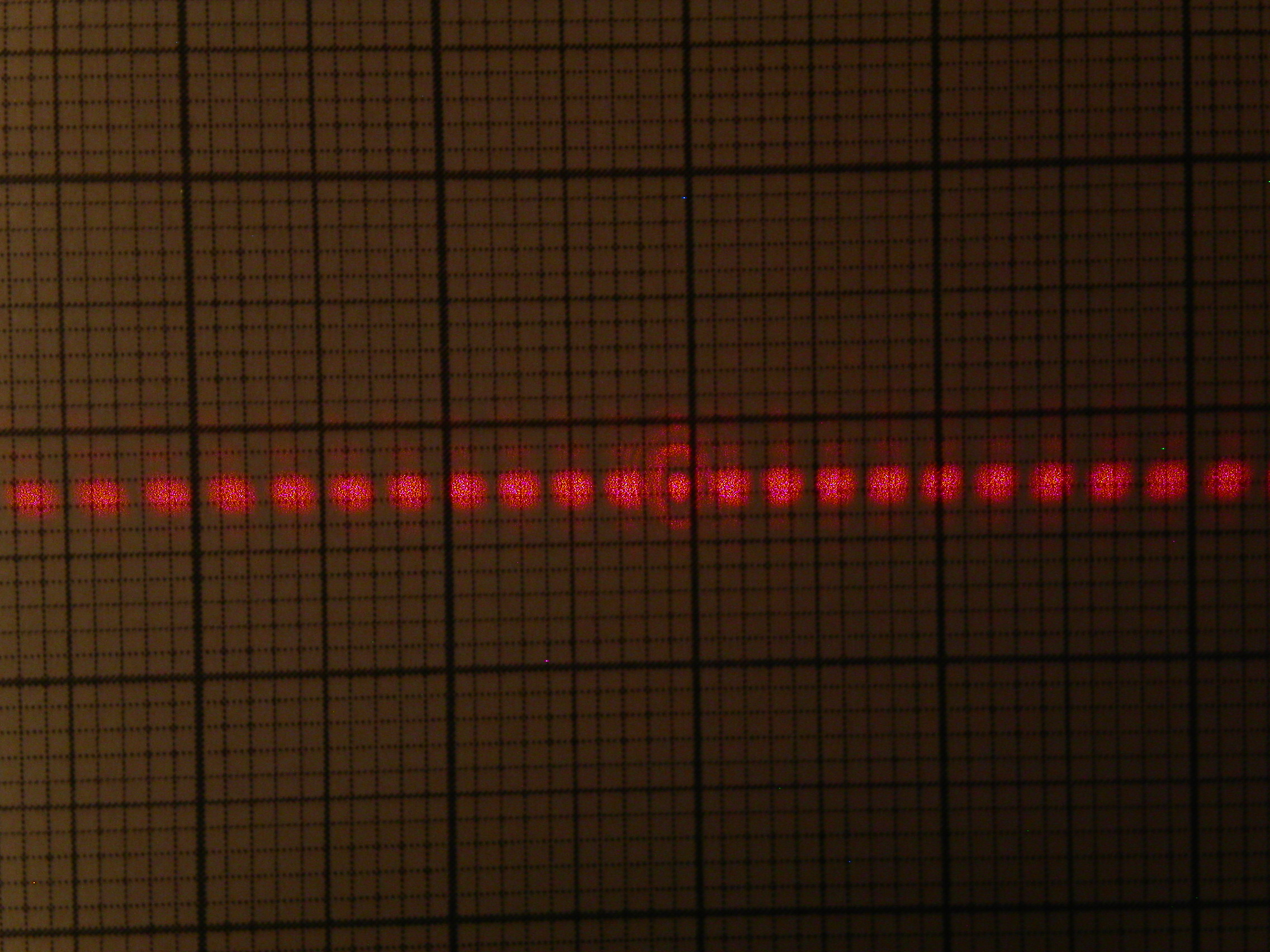
Pattern di interferenza di doppie fenditure, in cui la larghezza della fenditura è pari a un terzo della lunghezza d'onda.

La trasmissione ottica straordinaria  (in inglese: Extraordinary optical transmission, abbreviato in  EOT) è il fenomeno che avviene quando la trasmissione della luce è notevolmente migliorata attraverso un'apertura più piccola della lunghezza d'onda in un film metallico, altrimenti opaco, che presenta una struttura regolare periodicamente ripetuta, tipica dei nanohole.
Generalmente quando la luce ad una determinata lunghezza d'onda incide su un'apertura minore della lunghezza d'onda della luce stessa, questa viene diffratta in modo isotropico in tutte le direzioni in modo uniforme, con una minima trasmissione in campo lontano. In questo caso il fenomeno viene descritto dalla teoria classica dell'apertura descritta da Bethe.
Nella EOT, tuttavia, la struttura periodica e regolare consente di ottenere un'efficienza di trasmissione molto più elevata, fino a diversi ordini di grandezza superiore a quella prevista dalla teoria dell'apertura classica.
Questo fenomeno è stato descritto per la prima volta nel 1998 e da allora è stato completamente analizzato con un modello microscopico di scattering, in parte attribuito alla presenza di risonanze plasmoniche di superficie e di interferenze costruttive. Un plasmone di superficie (SP) è un'eccitazione collettiva di elettroni alla interfaccia tra un conduttore e un isolante ed è una di una serie di interazioni tra la luce e una superficie metallica chiamate plasmoniche.
Vi è evidenza sperimentale di EOT al di fuori del campo ottico. I fori possono in qualche modo emulare i plasmoni in altre regioni dello spettro elettromagnetico in cui non esistono. Quindi, il contributo plasmonico è una caratteristica molto particolare della risonanza EOT e non dovrebbe essere preso come il principale contributo al fenomeno. Un lavoro più recente ha mostrato un forte contributo dall'accoppiamento onde evanescenti sovrapposte, che spiega perché la risonanza plasmonica di superficie migliora l'effetto EOT su entrambi i lati di un film metallico a frequenze ottiche, mentre la trasmissione è dell'ordine dei terahertz.
Sono state elaborate semplici spiegazioni analitiche di questo fenomeno, sottolineando la somiglianza tra gli array di particelle e array di fori, stabilendo che il fenomeno è dominato dalla diffrazione.